# Guillemot de Villebois (Adelsgeschlecht)

Wappen der Guillemots de Villebois

Guillemot de Villebois ist der Name eines französisch-baltischen Adelsgeschlechts welches 1774 in Livland sesshaft wurde. Aus ihren Reihen stammen höhere russische Offiziere, Landespolitiker und Richter, die sich für die Entwicklung Livlands und Estlands eingesetzt hatten.

## Geschichte
Das Adelsgeschlecht Guillemot de Villebois stammte aus einem kleinen bretonischen Adelsgeschlecht, welches in der Hafenstadt Vannes beheimatet war. Die Familie kann ihren Ursprung bis in das 15. Jahrhundert zurückverfolgen, sie wurde 1668 von der Königlichen Kammer als adlig anerkannt. Ursprünglich bestand der Name nur aus „Guillemot“ (dt. Lummen), da aber in der französischen Adelsschreibung auch die Besitznamen beigefügt wurden, ergab sich nach der Adelsprüfung von 1668 der Zusatz „de Villebois“. Dieser ergab sich vom Großvater des Jean Guillemot (* 1640), der eigentlich den Zunamen „Sieur de Boismorat“ führte und diesen, nach seiner Vermählung, in „Guillemont de Villebois“ (Villebois) umwandelte. Von nun an führten seine Nachkommen diesen Namen, der Gründer des baltischen Familienzweiges war zuerst nur unter dem Namen „Villebois“ bekannt, erst in späteren Jahren wurde wieder auf den ursprünglichen und kompletten Namen zurückgegriffen.

## Stammzweige
Der Sohn des Apothekers und Chirurgen Jean Guillemot, Sieur de Villebois (* 1640 in Vannes Frankreich) und der Marguerite Alno, François Guillemot de Villebois (1674–1760) schloss sich dem russischen Zaren Peter dem Großen (1672–1725) an, als sich dieser von 1697 bis 1698 auf seiner „Große Gesandtschaft“ befand. Seine beiden Söhne Daniel (1711–1797) und Alexander (1716–1781) gründeten die beiden baltischen Familienzweige. 

### Stammvater
Françoise Guillemot de Villebois (in Russland Franz Wilboy, oder nach seinem Übergang zur griechisch-orthodoxen Kirche, Nikita Petrowitsch Wilboy genannt) trat 1697 in England als Seeoffizier in die Dienste des Zaren Peter des Großen ein. Er nahm 1716–1721 an den Seeoperationen der russischen Flotte in der Ostsee gegen die Schweden teil und wurde beim Frieden von Nystad am 22. Oktober 1722 zum Kapitän befördert. Als Konteradmiral war er Oberkommandant von Kronstadt. Er erhielt 1747 mit seinen Nachkommen das Indigenat in Livland.

### Älter Linie (Öselscher Stammeszweig)
1. Françoise Guillemot de Villebois (* 1674 in Guérande, Frankreich, † 1760 in Livland), Herr auf Aya, Kurrista und Sarrakus ⚭ 1. Ehe Juschkow, 2. Ehe Elisabeth Glück († 1757 in Aya),
1.1 (1. Ehe) Daniel (1711–1797), Herr auf Aya (Livland) und Jerwajöggi (Estland), russischer Generalmajor ⚭ Elisabeth Dorothea Müller († 1778)
1.1.1 Johann Alexander (1742–1812) ⚭ Christina Friederika von Glasenapp (1754–1809)
1.1.1.1 Alexander Daniel (* 1770 in Rogosinisky, † 1850 in Dorpat), Rittmeister und Ordnungsrichter ⚭ Luise Wilhelmine von Uexküll-Güldenband (1780–1853)
1.1.1.1.1 Alexander Peter (* 1808 in Kurrista, † 1881 in Riga), russischer Generalmajor und Polizeimeister in Riga ⚭ Aurora Antonie Peucker (1817–1906)
1.1.1.1.1.1 Arthur Ferdinand Alexander (* 1842 in Dorpat, † 1929 in Bergfeld bei Berlin), 1878 Aufnahme in die öselsche Adelsmatrikel ⚭ Charlotte Elisabeth von Bruemmer (1847–1923)
1.1.1.1.1.1.1 Edwin (1875–1919 in Riga)
1.1.1.1.1.1.2 Edgar (1878–1907 in Riga), Oberstleutnant, Rittmeister der Baltischen Landwehr ⚭ Caroline Elisabeth von Seefeld (1879–1900)
1.1.1.1.1.1.2.1 René Arthur Wilhelm (* 1915 in Dorpat)

### Jüngere Linie (Livländischer Stammeszweig)
1. Françoise Guillemot de Villebois (* 1674 in Guerrande, Frankreich, † 1760 in Livland), Herr auf Aya, Kurrista und Sarrakus ⚭ 1. Ehe Juschkow, 2. Ehe Elisabeth Glück († 1757 in Aya),
1.1 (2. Ehe) Alexander Guillemot de Villebois (* 1716 in Dorpat, † 1781 in Riga), Generalfeldzeugmeister und Deputierter ⚭ Anna Helene von Budberg (1738–1799)
1.1.1 Stephan Guillemot de Villebois (1757–1835), Herr auf Kurrista, Sarrakus und Techelfer, Landgerichtsassessor ⚭ 1. Ehe Elisabeth von Krüdener (1768–1787), 2. Ehe Eleonore von Budberg (1769 – 1836)
1.1.1.1 (2. Ehe) Alexander Woldemar (1791–1834), Ordnungsrichter ⚭ Sophia Gräfin von Stackelberg (1796 – 1875)
1.1.1.2 (2. Ehe) Franz Gottlieb (1795–1836) ⚭ Elisabeth von Krüdener (1810–1895) 
1.1.1.2.1 Franz Karl Theodor Guillemot de Villebois (1836–1890), Bildhauer ⚭ Elise von Vietinghoff (1839–1929)
1.1.2.1.1 Stephan Moritz Arthur (* 1864 in Arrol, † 1928 in Berlin) ⚭ Rosalie Prisk (* 1872)
1.1.2.1.1.1 Harald Ferdinand Friedrich (* 1899 in Stengelhof bei Heidelberg), Musiker

## Besitzungen
Auf der estländischen Insel Ösel hatten die Guillemots keine Besitzungen, in Livland und Estland waren sie Besitzer mehrere Guts- und Ritterhöfe, in deren Besitz sie teils durch Schenkungen und teils durch Erbschaft gelangt waren. 

### Gut Aya (Estland)

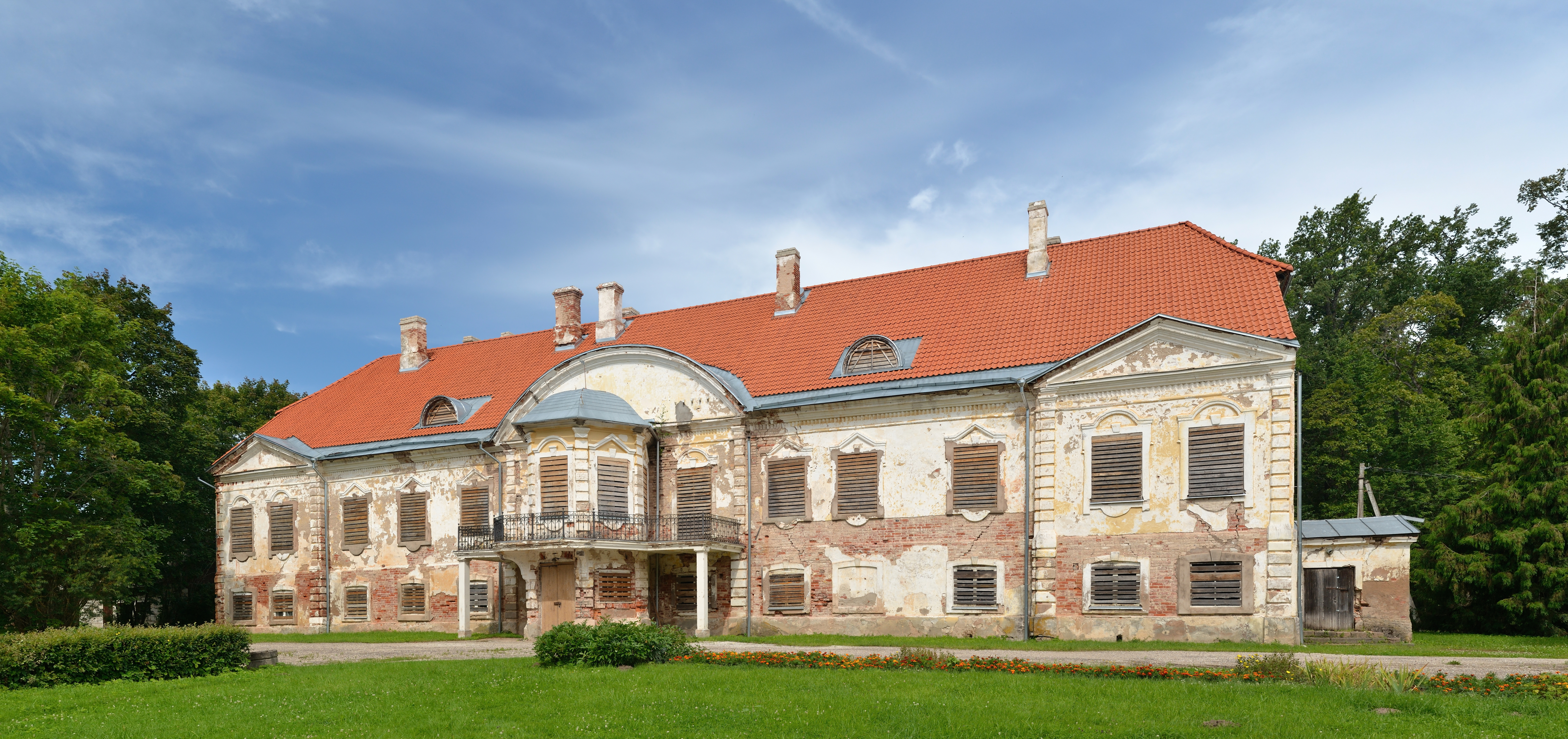
Herrenhaus von Ahja

Das bereits seit 1553 bestehende Rittergut Aya, welches sich im Besitz der russischen Kaiserin Elisabeth befand, wurde 1743 durch diese an Françoise Guillemot de Villebois verschenkt. Er ließ 1749 ein weiteres kleines Herrenhaus am See errichten. 1766 übernahm es Hans Heinrich von Lipphard und nach dessen Konkurs übernahm es Woldemar Anton von Löwis of Menar. Letzter Besitzer, bis zur Enteignung im Jahre 1920 war Ernst von Brasch.

### Rittergut Kurrista
Das Rittergut Kurrista mit einem zugehörigen Dorf liegt bei Dorpat, ab 1627 gehörte es zur Ortschaft Aya und wurde 1749 von diesem getrennt. Von 1749 bis 1902 war das Gut im Besitz der Familie Villebois und ging 1909 an Martha Paul, geborene Reinelt über, die später enteignet wurde. Seit 1939 gehört es zur Gemeinde Wendau.

### Gut Techelfer (Estland)
Das Gut Techelfer (heute: Tähtvere) gehörte in früheren Zeiten dem Bischof von Dorpat, 1785 wurde es an die Witwe des Françoise Guillemot de Villebois übertragen. Diese Übertragung schien jedoch rechtlich keinen Bestand zu haben, infolgedessen das Gut am 20. Dezember 1798 als Eigentum in den Besitz des Oberlandgerichtsassessors Claus Gustav von Baranow, dem es der Kollegienassessor von Krüdener überlassen hatte, überging. Der Ordnungsrichter Alexander Woldemar Guillemot de Villebois, der Sohn Françoises verkaufte Techelfer am 15. August 1819 dem Rittmeister Adolph von Wulff.

### Rittergut Sarrakus
Das Rittergut Sarragus am Embach liegt in der Nähe von Dorpat. 1540 wurde an dieser Stelle eine Kapelle errichtet, um die sich bis 1582 ein Dorf mit dem polnischen Namen Sarakuc gegründet hatte. 1627 erhielt es den Namen Sarakatz und wurde nach dem Nordischen Krieg ein Hofland von Ahja, von dem es 1749 abgetrennt wurde. Heute besteht Sarakuste aus dem Hof Sarrakus und dem Ort Rebnitze. Weiterer Besitzer war ab 1919 Heinrich von Nolcken.

## Landespolitik
Im März 1767 berief Kaiserin Katharina II. die Reichsgesetzbuch-Kommission (1767–1768) ein und ordnete an, dass die baltischen Ritterschaften zur Vorbereitung der Kommission und zur Hauptverhandlung Vertreter entsenden sollten. Zu ihnen gehörte Alexander Guillemot de Villebois, er stand in einem besonderen Vertrauensverhältnis zur Zarin, hatte deren Thronbesteigung unterstützt und war bereits zwischen 1762 und 1763 als Gesandter tätig. Nachdem er 1765 in den Ruhestand gegangen war, lebte er in Livland und war für die Instandhaltung der Festungsbauten verantwortlich. Zudem hatte er die Herrscherin während ihrer Reise nach Livland 1764 in Pernau begleitet. Als Deputierter auf der Gesetzbuch-Kommission in Sankt Petersburg setzte er sich energisch für den Sonderstatus des GouvernementsLivland ein.

## Familienkapital an der Universität Dorpat
Ab 1754 sondierten die Abgeordneten Pernaus und Dorpats die Wiedereröffnung der Universität Dorpat, der heutigen Universität Tartu. Ihr Fürsprecher war die Mitglieder der baltischen Ritterschaften mit dem einflussreichen Artilleriegeneral Alexander de Villebois. Unter Kaiser Alexander I. gelang im Jahre 1801 die Eröffnung der Kaiserlichen Universität Dorpat. Zur Sicherstellung der Finanzierung wurden an der Universität 54 Stipendien- und Studienstiftungen gefördert. Auch die Nachkommen von Alexander von Villebois, beabsichtigten sich an diesen Familienkapitalen zu beteiligen, um ihre Abkömmlinge an „ihrer Universität“ standesgemäß auszubilden. Im Frühjahr 1835 wurden zu diesem Zwecke der Universitätsverwaltung das „Statut des Stipendienkapitals der Familie Villebois“ und Stephan de Villebois’s Antrag vorgestellt, in ihm hieß es: „… zugunsten der Jugend dieses (de Villebois) Adelsgeschlecht, damit sich die jungen Leute ohne Alltagssorgen ernsthaft mit der Wissenschaft beschäftigen können …“ Das Familienkapital bevorzugte zunächst die an der Universität Studierenden der Familien Villebois, von Essen und von zur Mühlen, später erweiterte sich der Empfängerkreis auf weitere Stipendiaten.